# Балетна сюїта
Балетна сюїта (з фр. suite — «ряд», «послідовність») — послідовність танцювальних номерів, об'єднаних однією темою, проте водночас контрастних за темпом і характером. Балетна сюїта є дивертисментом — циклом легких музичних, танцювальних і декламаційних номерів у вигляді попурі, складеним із танців віртуозного, національного або сюжетного характеру; іноді в ньому чергуються всі перелічені номери, як, наприклад, у 2-му акті балету Людвіга Мінкуса «Баядерка».
Балетна сюїта може становити цілу картину балету, як-от сюїта фей у «Сплячій красуні» Петра Чайковського або 2-га і 4-та картини його балету «Лебедине озеро». Подеколи хореографи створювали одноактні балети, використовуючи музику симфонічних сюїт, як-то «Шопеніана», «Карнавал» Роберта Шумана, «Шехерезада» Миколи Римського-Корсакова, «Арагонська хота» Михайла Глінки, «Сюїта в білому» Едуара Лало, «Епізоди» Антона Веберна, «Кармен-сюїта» Родіона Щедріна на музику Жоржа Бізе.
Найвідомішими авторами балетних сюїт є Альберто Алонсо, Христина Шишпор, Леонід Сарафанов та інші.